# Konso
Konso (poznat i kao Karati ) je selo na rijeci Sagan u jugozapadnoj Etiopiji. Neki od susjednih stanovnika nazivaju ga i Pakawle.

## Povijest
1897. godine grad je preuzeo Menelik II.
Otac Azaïs predstavio je statue Waga (wa'kka) 1931. godine. 1956. Murdock je arheološke megalite grada povezao s kušitskim potpisom. U Kluckhohnovim afričkim tržištima objavljenim 1962. godine, autor prati visoku razinu drevnih gospodarskih kretanja u gradu. 1984. Amborn je proučavao povijesne radno intenzivne poljoprivredne tehnike u regiji.
Nalazište je dodano na UNESCO-ov okvirni popis svjetske baštine 30. rujna 1997. zbog univerzalnog kulturnog značaja, a službeno je stavljen na popis 2011. Konso je prvo mjesto u Etiopiji prepoznato kao "kulturni krajolik".
Permakulturna farma, Strawberry Fields Eco-Lodgea, osnovana je 2007. sjeverno od grada i radi s međunarodnim volonterima i tri lokalne škole na uzgoju hrane, promicanju ekoturizma i pružanju permakulturnog obrazovanja.

## Opis
Konso, nazvan po narodu Konso, poznat je po svojoj vjerskoj tradiciji, skulpturama waga i obližnjim fosilnim koritima (potonji je arheološko nalazište ranih hominida ).

## Demografski podaci
Na temelju podataka Središnje statističke agencije iz 2005. godine, Konso ima ukupnu populaciju od 4.593 stanovnika, od čega 2.258 muškaraca i 2.335 žena. Nacionalni popis stanovništva iz 1994. godine izvijestio je da ovaj grad ima ukupno 2.535 stanovnika, od čega 1.250 muškaraca i 1.285 žena.